# جيري وارد (كرة سلة)
جيري وارد (بالإنجليزية: Gerry Ward)‏ مواليد 6 سبتمبر 1941، هو لاعب كرة سلة أمريكي معتزل. بدأ مسيرته الاحترافية في سنة 1963. تم اختياره من قبل فريق أتلانتا هوكس خلال الدرافت. يبلغ طوله 6 قدم 4 بوصة (1.9 م). اعتزل اللعب في 1967. فاز بلقب دوري إن بي إيه. أحرز خلال مسيرته في الإن بي إيه 542 نقطة بمعدل 3.2 نقاط في المباراة الواحدة.

## المسيرة الاحترافية
لعب مع أتلانتا هوكس في موسم 1963–1964، ثم لعب مع بوسطن سيلتكس في موسم 1964–1965، ثم لعب مع فيلادلفيا سفنتي سيكسرز في موسم 1965–1966، ثم لعب مع شيكاغو بولز في موسم 1965–1966.

## روابط خارجية
- جيري وارد على موقع إن بي أي (الإنجليزية)
- جيري وارد على موقع سبورتس رفرنس (الإنجليزية)
- جيري وارد على موقع كلية كرة السلة في سبورتس رفرنس.كوم (الإنجليزية)
- جيري وارد على موقع ريلجم (الإنجليزية)
- جيري وارد على موقع بروبوليرز (الإنجليزية)